# 좁은줄무늬주머니땃쥐
좁은줄무늬주머니땃쥐(Phascolosorex dorsalis)는 주머니고양이과에 속하는 유대류의 일종이다. 인도네시아 서파푸아와 파푸아뉴기니의 토착종이다. 자연 서식지는 아열대 또는 열대 기후 지역의 건조림이다.